# 中国中央電視台3・15晩会
中国中央電視台3・15晚会または315晚会とは、中華人民共和国の中国中央電視台が、世界消費者権利デーである毎年3月15日に放送する生放送テレビ番組である。

## 概要
日本では『315晚会』と紹介されるケースがある。
1991年3月15日に、第1回が放送された。番組は消費者の権利を高く掲げ、中国の政府機関と協力して、消費者の権利を侵す事例や企業を取り上げる。
取り上げられる事例は、廃棄物ソーセージ、毒入り粉ミルク、石油燃料入り食用油など。また、中国企業に関連した事件だけではなく、過去にはAppleやフォルクスワーゲン、ニコンなど、外国資本の企業も同番組で取り上げられている。マクドナルドは、番組終了30分後に謝罪声明を発表して、批判の拡大を防いだ。
中華人民共和国の市場で事業展開を行う企業にとって、自社の商品やサービスのイメージに多大な影響を与える同番組は、無視できないものとなっている。

## 脚註
1. ↑  3.15 世界消費者権利デー スペシャル 大富
2. ↑  “廃棄物ソーセージ、毒入り粉ミルク、石油燃料入り食用油…中国の食品安全問題はなぜ無くならないのか？”. ダイヤモンド・オンライン (2024年7月22日). 2024年9月16日閲覧。
3. 1 2  高口康太 (2016年3月17日). “アップルも撃沈させた中国一恐ろしいテレビ特番、今年の被害者は?” (日本語). ニューズウィーク 2017年4月7日閲覧。
4. ↑  『CCTV『3-15 晩会』特番と中国消費者権益保護法の改正』（PDF）（プレスリリース）一般社団法人日本在外企業協会、2014年6月26日。2017年4月7日閲覧。